# Andries van der Merwe
Andries van der Merwe (Sudáfrica, 31 de marzo de 1994) es un atleta sudafricano especializado en la prueba de 110 m vallas, en la que consiguió ser campeón mundial juvenil en 2011.

## Carrera deportiva
En el Campeonato Mundial Juvenil de Atletismo de 2011 ganó la medalla de oro en los 110 m vallas, con un tiempo de 13.41 segundos, llegando a meta por delante del neozelandés Joshua Hawkins y del francés Wilhem Belocian (bronce con 13.51 segundos).